# 秘魯魅鯰
秘魯魅鯰，為輻鰭魚綱鯰形目長鬚鯰科魅鯰屬的其中一種，該物種分布於南美洲秘魯Cenepa河流域，本魚體延長，體色為灰褐色，布滿黑色斑點，尾鰭深叉，背鰭呈三角，體長可達34.6公分，生活習性不明，可做為觀賞魚，飼養時因性情兇猛，單獨飼養為宜，水族界俗稱豹紋鴨嘴。

## 擴展閱讀
維基物種上的相關：秘魯魅鯰